# Cornel Pacoste
Cornel Pacoste (n. 15 iunie 1930, satul Peșteana-Vulcan, județul Gorj - d. 1999) a fost demnitar comunist român, membru de partid din 1955. La căderea regimului comunist, Cornel Pacoste a fost membru al CPEX al PCR și viceprim-ministru al guvernului. 
A absolvit Facultatea de Construcții Hidrotehnice din București; a condus Centrul Universitar București. La data de 9 octombrie 1973 a fost numit în funcția de adjunct al ministrului afacerilor externe.  La data de 9 noiembrie 1974 a fost ales membru deplin în CC al PCR. În anii '80 a fost Prim-secretar de partid al județului Timiș iar apoi, până în 1989, a fost vice-prim-ministru. Cornel Pacoste a fost deputat în Marea Adunare Națională în sesiunea (1985 -1989). 
După Revoluția din 1989 a fost condamnat la 20 de ani de închisoare pentru complicitate la omor. În anul 1997, pedeapsa sa a fost redusă la 10 ani închisoare.

## Distincții
- Ordinul Muncii clasa a III-a (10 iulie 1965) „pentru merite deosebite în realizarea sarcinilor prevăzute în Directivele celui de al III-lea Congres al Partidului Muncitoresc Român”[6]
- Ordinul „23 August” clasa a III-a (16 decembrie 1972) „pentru merite deosebite în opera de construire a socialismului, cu prilejul aniversării a 25 de ani de la proclamarea Republicii”[7]
- Ordinul Muncii clasa I (20 august 1984) „pentru contribuția deosebită adusă la înfăptuirea politicii Partidului Comunist Român de făurire a societății socialiste multilateral dezvoltate în patria noastră, cu prilejul celei de-a 40-a aniversări a revoluției de eliberare socială și națională, antifascistă și antiimperialistă”[8]
- Medalia comemorativă „A 40-a aniversare a revoluției de eliberare socială și națională, antifascistă și antiimperialistă” (20 august 1984) „pentru contribuția deosebită adusă la înfăptuirea politicii Partidului Comunist Român de făurire a societății socialiste multilateral dezvoltate în patria noastră, cu prilejul celei de-a 40-a aniversări a revoluției de eliberare socială și națională, antifascistă și antiimperialistă”[9]
- Medalia jubiliară „25 de ani de la încheierea cooperativizării agriculturii în Republica Socialistă România” (15 iunie 1987) „pentru contribuția deosebită adusă la înfăptuirea cooperativizării agriculturii și la realizarea obiectivelor noii revoluții agrare, cu prilejul aniversării a 25 de ani de la încheierea cooperativizării agriculturii în Republica Socialistă România”[10]